# Глаббдобдріб

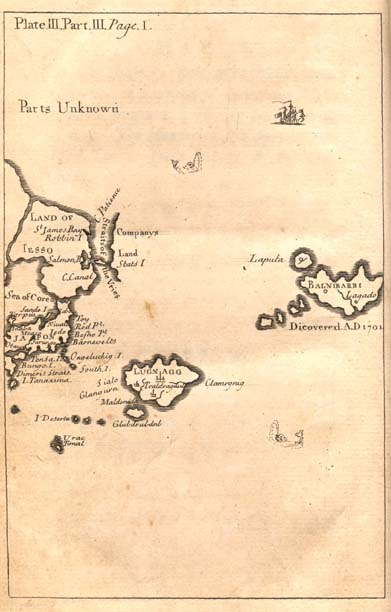
Зображення Глабдабдріб на мапі з III розділу «Мандрів Гуллівера» видання 1726 року. На мапі також показані Лаггнегг та інші острови на Схід від Японії

Глаббдабдріб (в оригінальному авторському написанні — Glubbdubdrib) — вигаданий Джонатаном Свіфтом острів у Тихому океані, який у ІІІ розділі своїх Мандрів описує Гуллівер.

## Географія
Місцерозташування Глаббдабдріб в тексті та на мапі прижиттєвого видання автора дещо різниться. У тексті зазначено, що Глаббдабдріб розташовується на Південний Захід від порту Мелдонада на Південно-Західному узбережжі острову Белнібарбі. На мапі ж Глаббдабдріб зображено також на Південному Заході, але від іншого острова — Лаггнегг. Глаббдабдріб має дуже родючі ґрунти. За розмірами Глаббдобдріб співмірний з третиною острову Уайт.

## Населення
Островом керує плем'я чарівників, які одружуються тільки між собою. Найстарший за віком чоловік племені є правителем Глаббдабдріб. Правитель має величезний палац і парк в 3000 акрів, які огороджені кам'яним муром в 20 футів заввишки. В парку є кілька огороджених місць для скотарства, вирощування хліба й садівництва.
Мова місцевого населення відрізнялася від мови на острові Белнібарбі, але правитель острова розумів мову без перекладача.
Правитель острова є некромантом, він здатний викликати душі мерців і змушувати їх служити собі протягом доби.

## Пригоди Гуллівера в Глаббдабдрібі
Відвідаши Глаббдабдріб, Гуллівер мав змогу завдяки некромантичним здібностям правителя острова поспілкуватися з Брутом, Сократом та іншими історичними особистостями. На це мандрівник витратив 5 днів. Наступні 3 дні Гуллівер спілкувався з душами нещодавно (за мірками персонажа) померлих. Ці сеанси змусили героя по-іншому подивитися на історію людства і розвінчати перед собою загальнолюдську пиху і зарозумілість.